# Suncorp Stadium
Das Suncorp Stadium (ursprünglich Lang Park) ist ein Rugby- und Fußballstadion in der australischen Stadt Brisbane, Bundesstaat Queensland, das 52.500 Zuschauern Platz bietet. Unter anderem finden hier Partien der National Rugby League, das State of Origin, Rugby-Union-Spiele, Fußballspiele der Brisbane Roar und American-Football-Spiele statt. Die Anlage war 2003 Austragungsort der Rugby-Union-Weltmeisterschaft, 2015 fanden dort Spiele der Fußball-Asienmeisterschaft statt.

## Geschichte
Am heutigen Standort des Stadions befand sich bis 1875 der North Brisbane Cemetery, der Hauptfriedhof von Brisbane. Aufgrund des starken Wachstums der Stadt beschloss man im Jahr 1911, den Friedhof zu schließen und die Fläche in einen öffentlichen Park umzugestalten. 1914 wurde die Fläche abgezäunt und erhielt nach John Dunmore Lang den Namen Lang Park.
1954 wurde der Park von der Stadtverwaltung für 21 Jahre an die Queensland Rugby League (QRL) verpachtet. Die QRL führte in den folgenden Jahren diverse Baumaßnahmen durch, die dazu führten, dass der Lang Park nicht mehr für die Öffentlichkeit zugänglich war. 1962 wurde der Lang Park Trust vom Parlament verabschiedet, der die Voraussetzungen für die Errichtung der Tribünen Frank Burke Stand (1962), Ron McAuliffe Stand (1975) und Western Grandstand (1994) schaffte.
Am 12. April 1958 fand das erste offizielle Rugby-League-Spiel im Lang Park statt. In den folgenden Jahren fanden einige Testspiele der australischen Nationalmannschaften verschiedener Sportarten statt. So spielte 1960 Queensland gegen Frankreich 30:18 im Rugby League, 1962 spielte die Australische Rugby-League-Nationalmannschaft gegen Großbritannien. 1965 fand mit dem Spiel Australien gegen Südafrika erstmals ein Rugby-Union-Match im Stadion statt. 1970 absolvierte eine Auswahl aus Queensland gegen FK Dynamo Moskau erstmals ein internationales Fußballspiel. Am 8. Juli 1980 fand das erste State-of-Origin-Match statt.
Im Zeitraum von 1955 bis 1973 war das Stadion die Heimstätte der Western Suburbs Panthers. Von 1988 bis 1992 und seit 2003 spielen die Brisbane Broncos im Lang Park.
Im Jahr 1994 erhielt der Lang Park mit dem Verkauf der Namensrechte an das Finanzinstitut Suncorp-Metway die Bezeichnung Suncorp Stadium.
Ende der 1990er Jahre wurde die Entscheidung getroffen, das Suncorp Stadium grundlegend zu renovieren. Hierbei blieb nur der Western Grandstand erhalten, alle weiteren Tribünen wurden abgerissen und neu errichtet. Der Umbau begann im Jahr 2001, wurde nach zwei Jahren abgeschlossen und kostete insgesamt 280 Millionen AU$.
Neben seiner traditionellen Nutzung als Queenslands Spielstätte für Rugby League, ist das Stadion heute auch wichtigster Austragungsort für Rugby-Union und Fußballspiele des Bundesstaates.
Das Suncorp Stadium wurde als eines von zehn Stadien für die Fußball-Weltmeisterschaft der Frauen 2023 ausgewählt.